# Квадрангл Phaethontis
Квадрангл Phaethontis — один з 30 квадранглових (чотирикутних) карт Марса, розроблених і створених Геологічною службою США (USGS) в рамках програми Astrogeology Research Program. Цей квадрангл позначають також як MC-24 (Mars Chart-24). Цей квадрангл покриває територію від 120° до 180° західної довготи та від 30° до 65° південної широти на планеті Марс. Названий на честь персонажа грецької міфології Фаетона.
У квандраглі лежить регіон Terra Sirenum, який колись був дном великого озера. Серед групи великих кратерів можна відмітити кратер Марінер, який вперше спостерігав космічний корабель Марінер-4 влітку 1965 року. Він був названий на честь цього космічного корабля. У грудні 1971 року у квандраглі приземлився радянський зонд Марс-3, який відправив 20-секудний сигнал і потім зник з ефіру.